# Oakville (Kalifornija)
Oakville je naseljeno područje za statističke svrhe u američkoj saveznoj državi Kalifornija. Prema popisu stanovništva iz 2010. u njemu je živjelo 71 stanovnika.